# Hász Róbert
Hász Róbert (Doroszló, 1964. november 1. –) József Attila-díjas magyar író, szerkesztő.

## Életrajz
Zomborban végezte középiskoláját, ezután az újvidéki Magyar Tanszéken tanult. Rubicon néven 1990-ben megalapította a háború utáni első vajdasági magánkönyvkiadót. 1991 őszén a délszláv háború miatt Szegedre emigrált, azóta Szegeden él. A Tiszatájnál helyezkedett el mint korrektor. 1996-tól a prózarovat szerkesztője volt, Olasz Sándor halála után, 2011-ben főszerkesztőnek választották. 
Első novelláit a zágrábi Sirius közölte horvát fordításban, majd a vajdasági magyar lapokban és antológiákban publikált. Novelláskötete 1995-ben jelent meg a Symposion Egyesület kiadásában, A szalmakutyák szigete címmel. Első regénye, a Diogenész kertje 1997-ben jelent meg. Regényeit, elbeszéléseit németre, franciára, olaszra és angolra fordították.

## Művei
- A Szalmakutyák szigete (elbeszélések), 1995, Symposion egyesület
- Diogenész kertje (regény), 1997, Tiszatáj, Szeged (német fordítás: 1999, Rowohlt; francia fordítás: 2001, Viviane Hamy)
- Végvár (regény), 2001, Tiszatáj, Szeged (francia fordítás: 2002 és 2006, Viviane Hamy; német fordítás: 2006, Klett-Cotta; olasz fordítás: 2008, Nottetempo); második kiadás: Kortárs, 2018
- A künde (regény), 2006, Kortárs Kiadó, Budapest (francia kiadás: 2007 és 2012, Viviane Hamy; német fordítás: 2008, Klett-Cotta); második kiadás: Kortárs, 2013
- Sok vizeknek zúgása (elbeszélések), 2008, Kortárs Kiadó, Budapest (közülük A gileádi csoda franciául, a Johannan és Az álmok öreg mágusa németül és angolul olvasható)
- Júliával az út (regény), 2010, Kortárs Kiadó, Budapest; második kiadás: Kortárs, 2018
- A Vénusz vonulása (regény), 2013, Kortárs Kiadó, Budapest[5] (francia kiadás: 2016, Viviane Hamy)
- Ígéretföld (regény), 2015, Forum, Újvidék
- Fábián Marcell pandúrdetektív tizenhárom napja (regény), 2018, Kortárs Kiadó, Budapest[6]
- Végvár; Kortárs, Bp., 2018 (Kortárs próza)
- Fábián Marcell és a táncoló halál, Kortárs, Bp., 2019.
- Fábián Marcell és a Hét nővér, Kortárs, Bp., 2022.

## Díjai, elismerései
- Római könyvtárak Díja (Internazionale del Premio Biblioteche di Roma), 2008
- Márai Sándor-díj, 2012
- Szeged városának Kölcsey-érme, 2013[7]
- József Attila-díj (2019)